# تفلیس ۷۵۳

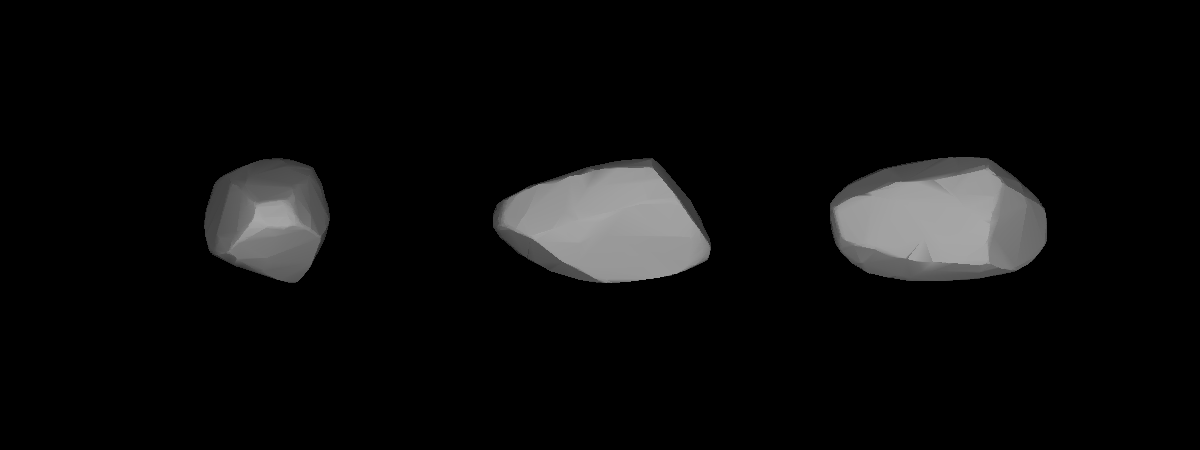
مدل سه‌بُعدی سیارک تفلیس ۷۵۳ بر اساس منحنی نور آن

سیارک ۷۵۳ (به انگلیسی: 753 Tiflis، نامگذاری:1913RM) هفتصد و پنجاه و سومین سیارک کشف شده‌است که در ۳۰ آوریل ۱۹۱۳ و در رصدخانه سایمیز کشف شد.
قدر مطلق سیارک برابر ۱۰٫۲۱ است.